# Znaczki pocztowe i historia poczty Malty

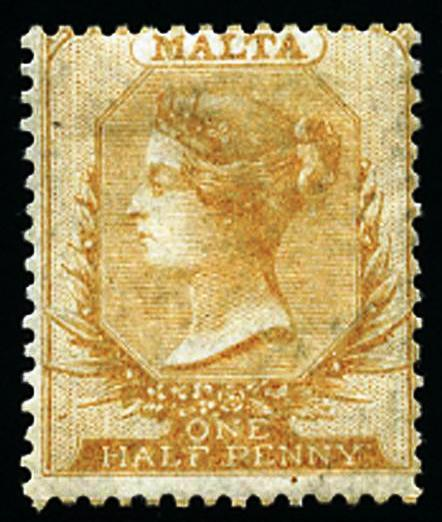
Pierwszy znaczek Malty (1860)

Artykuł ten podejmuje temat historii poczty Malty oraz znaczków pocztowych, emitowanych przez to państwo od 1860 do dziś. Obecnie znaczki pocztowe Malty wydawane są przez maltańskiego operatora pocztowego – MaltaPost.

## Początki (przed 1857)

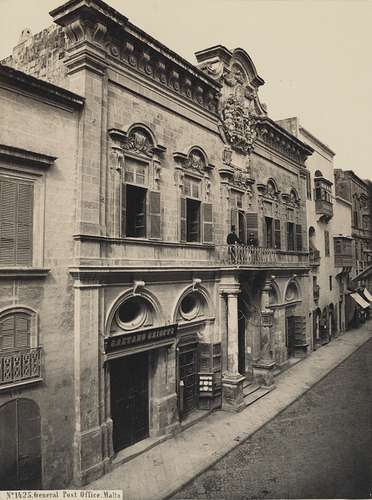
W budynku Banca Giuratale w Valletcie (197, Merchants Street) w latach 1841–1886 mieścił się Główny Urząd Pocztowy (GPO).

Niewiele wiadomo o początkach poczty na Malcie, lecz kiedy wyspa była częścią Królestwo Sycylii, listy były przewożone prywatnie na łodziach (wł. speronaras, mal. xprunara), kursujących między Maltą a Sycylią. Od 1530 wyspy maltańskie (wraz z Trypolisem) były zarządzane przez Joannitów. Najwcześniejszy znany list, datowany 14 czerwca 1532, wysłany był przez Wielkiego Mistrza l’Isle Adam do biskupa Auxerre we Francji. Pierwsze prawdziwe biuro pocztowe zostało założone przez Zakon w 1708, a usługi pocztowe były wykonywane w La Casa del Comun Tesoro (obecnie Casino Maltese) w Valletcie. Pierwsze pocztowe znaki na maltańskich przesyłkach pojawiły się w późnych latach wieku XVIII, gdzieś między 1755 a 1791.
18 czerwca 1798, podczas francuskiej okupacji Malty, usługi pocztowe zostały przeorganizowane i wprowadzona została do użycia atramentowa pieczęć z napisem „Malte”. Około rok później, 7 października 1799, brytyjski Komisarz Cywilny Alexander Ball zapoczątkował pierwszą regularną obsługę pocztową, a kilka pokoi w San Anton Palace zaczęło być wykorzystywanych jako urząd pocztowy. Wysyłka paczek pocztowych została rozpoczęta w lipcu 1806 i funkcjonowała do 20 sierpnia tegoż roku. Od lutego 1807 zostały wprowadzone przez brytyjskiego agenta paczkowego na Malcie ręczne stemple.
„Dopłata” (w formie adnotacji) została wprowadzona w 1819, była ona podawana w walucie Zakonu Maltaskiego – scudo. Od 1825 była denominowana w pensach i szylingach.
W latach 40. XIX w. Packet Office (usługi paczkowe) i Island Post Office (usługi listowe) zostały przeniesione z La Casa del Comun Tresoro do Banca Giuratale. Eksperymentalna darmowa codzienna poczta została wprowadzona 10 czerwca 1853, lecz była ona ograniczona jedynie do Valletty, Trzech Miast (Birgu, Isola, Cospicua), Gozo i kilku większych miast.
W latach 1854–1855 na listach przychodzących od żołnierzy, walczących w Wojnie Krymskiej oraz od marynarzy służących na Malcie na okrętach brytyjskich, stosowano stempel (kasownik) w formie linii falistych.

## Poczta brytyjska na Malcie (1857–1884)

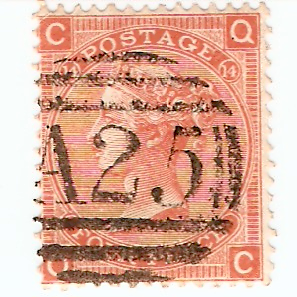
Brytyjski znaczek z 1873 używany na Malcie, na co wskazuje kasownik A25.

Brytyjczycy ustanowili urząd pocztowy na Malcie w połowie XIX w. Brytyjskie znaczki stały się dostępne na Malcie w sierpniu 1857, a opłata z góry za przesyłkę zaczęła obowiązywać od 1 lutego 1858. Znaczki te były kasowane kasownikiem z literą „M” a później „A25”. Kasownik „A25” był używany do kasowania znaczków poczty morskiej również przez inne kraje, znane są takie kasowania na znaczkach francuskich, tunezyjskich, włoskich, egipskich i indyjskich.
W dniu 1 grudnia 1860 Malta wydała swój pierwszy znaczek, znany jako „halfpenny yellow” (żółta półpensówka). Był on dodrukowywany 29 razy z różnymi znakami wodnymi, perforacją i odcieniem. Znaczek ten był używany jedynie w lokalnych przesyłkach, kiedy brytyjskie znaczki były wciąż używane do przesyłek zagranicznych.
Malta przystąpiła do Światowego Związku Pocztowego UPU w 1875, i była pierwszą brytyjską kolonią, która to zrobiła.

## Poczta maltańska (1885–1995)

### Lata 1880. – 1920.
Od 1 stycznia 1885 poczta Malty została oddzielona od brytyjskiej, po zgodzie uzyskanej jeszcze w 1883. Pierwsze znaczki definitywne zostały wydane z wartościami do 1 szylinga (oznaczenie na znaczku: 1/-), w kolorach odzwierciedlających przystąpienie Malty do UPU. Znaczek o wartości pół pensa (1/2d) był taki sam, jak ten z 1860, lecz w kolorze zielonym. Znaczki te, jak większości brytyjskich kolonii, przedstawiały królową Wiktorię, lecz używały również krzyża maltańskiego, jako znaku heraldycznego. Z tym dniem znaczki brytyjskie wyszły z użycia, z wyjątkiem przesyłek z brytyjskich stref wojskowych, gdzie były używane aż do 1979. Duży znaczek o wartości 5 szylingów uzupełnił w 1886 serię, był w użyciu aż do 1911. Również w 1886 główny urząd pocztowy w Valletcie przeniósł się do Palazzo Parisio przy Merchants Street. Posterunki policyjne w kilku wsiach zaczęły sprzedawać znaczki pocztowe około 1891. Bollo personale – indywidualne nalepki listonoszy, były używane w celu oznaczenia, który listonosz dostarczał poszczególne listy. Najwcześniej zanotowane użycie tych nalepek to 16 sierpnia 1888, ostatnie – w dniu 29 września 1949.

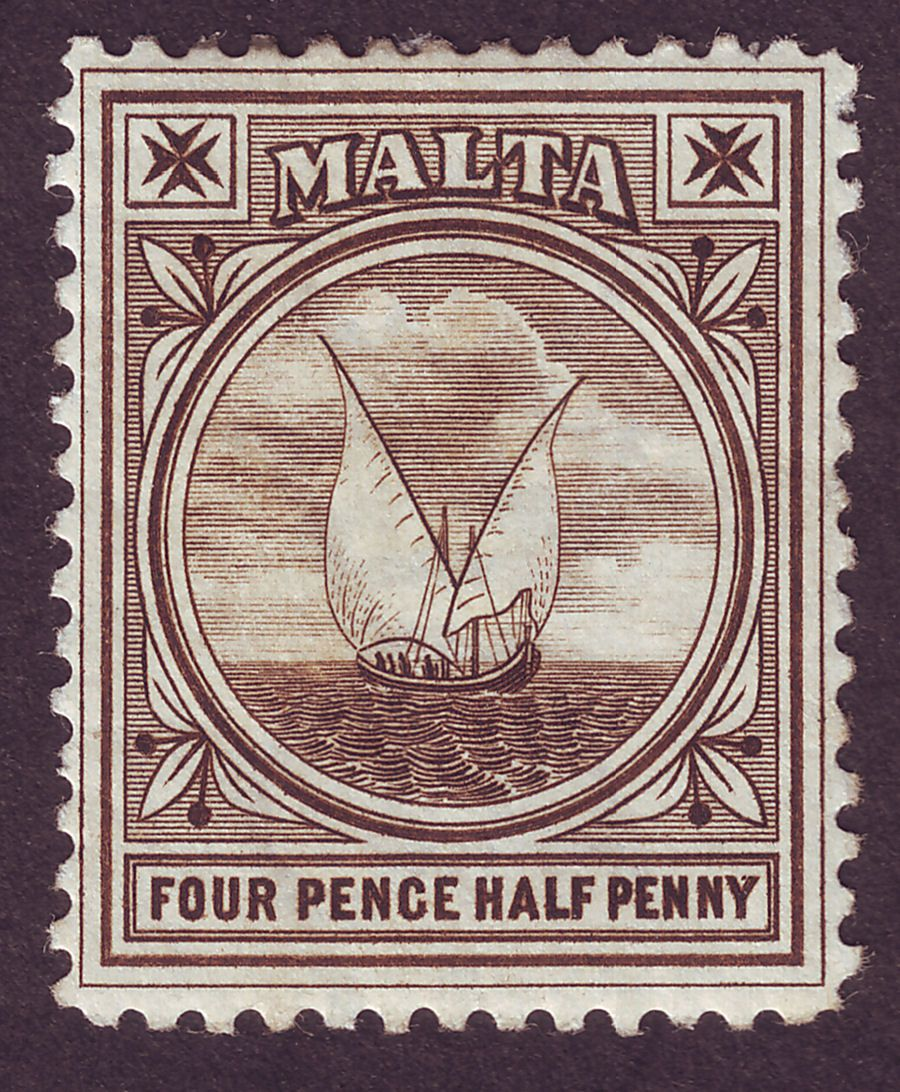
Znaczek z 1899, przedstawiający łódkę z Gozo.

W 1899 zostały wydane cztery nowe znaczki obrazkowe: 4½d łódka z Gozo, 5d maltańska galera, 2/6 Melita and 10/- zatonięcie statku św. Pawła. Stemple miejscowości zostały wprowadzone w 1900. W 1901 do znaczków obrazkowych dołączył nowy o wartości 1/4 pensa (one farthing), kiedy wprowadzona została poczta gazetowa. Znaczek ten pokazuje widok Grand Harbour (Wielkiego Portu). W 1902 opłata za zamorskie listy w obrębie Imperium Brytyjskiego spadła do 1 pensa, znaczek z 1885 o wartości 2½d został nadrukowany napisem „One Penny”. Każdy arkusz miał 1 znaczek z błędem – „One Pnney”. Uważa się, że był to celowy błąd.
W 1903 zostały wydane nowe znaczki definitywne o wartościach do 1 szylinga, przedstawiające Edwarda VII. Projekt ciągle opierał się na „żółtej półpensówce” z 1860, lecz miał portret nowego monarchy oraz królewską koronę. Jak poprzednie wydania królowej Wiktorii, wykorzystywał ciągle element krzyża maltańskiego. Tymczasem znaczek 5-szylingowy z 1886 oraz znaczki z lat 1899–1901 ciągle pozostawały w użyciu. W październiku 1904 został wprowadzony nowy znak wodny, i wszystkie późniejsze dodruki znaczków z lat 1899–1901 oraz 1903-1904 posiadały ten nowy znak wodny. Od 1907 do 1911 wprowadzano zmiany kolorów znaczków, i niektóre dwukolorowe dodrukowywano w jednym. Nowy 5-szylingowy znaczek został wydany w marcu 1911 i zastąpił wydanie z 1886.
Pierwsze znaczki Jerzego V zostały wydane w 1914. Seria składała się z ośmiu wartości: ¼d, ½d, 1d, 2d, 2½d, 6d, 1/- oraz wielkoformatowe 2/- wciąż w kolonialnym stylu projekcie. Obrazkowy czarny 4d został dodany rok później, a 3d oraz dużego formatu 5/- dodano w 1917. W 1919 dodano obrazkowy 2/6 oraz 10/-. Tenże 10-szylingowy znaczek jest najdroższym znaczkiem maltańskim, jako że został wyemitowany w ilości jedynie 1530 sztuk, które zostały wyprzedane wkrótce po emisji.
Ponieważ w latach 1914–1920 wielu niemieckich jeńców wojennych przebywało na Malcie, stosowane były różne kasowniki do stemplowania listów przez nich wysyłanych. W latach 1917–1918 w obiegu były znaczki z dopłatą na cele wojenne (tzw. WAR TAX stamps). Znaczek półpensowy (½d) był z serii Jerzego V z roku 1914, lecz 3-pensowy (3d) – z serii Edwarda VII z roku 1903. Pod koniec 1921 i na początku 1922 niektóre wydania z lat 1914–1919 zostały wznowione, lecz już z innym znakiem wodnym. W kwietniu 1922 dwupensowy (2d) znaczek z 1921 został nadrukowany napisem „One Farthing” i przewaluowany do ćwiartki pensa. We wczesnych latach 20. XX w. wiejskie znaczki zostały wycofane.

### Lata 1920. – 1960.

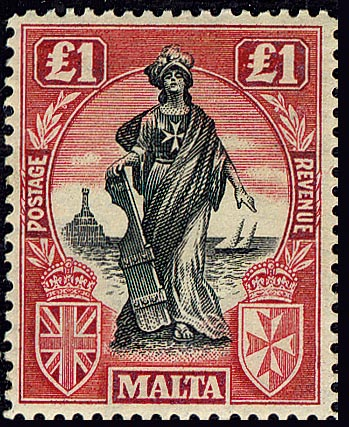
Znaczek wartości £1 z 1922, tzw. Melita

Zamieszki 7 czerwca 1919 w Valletcie (znane jako Sette Giugno) doprowadziły w 1921 do uchwalenia nowej konstytucji Malty oraz przyznania jej samorządu przez Brytyjczyków. Aby to upamiętnić wiele definitywnych wydań z lat 1899–1922 dostało nadruk „SELF-GOVERNMENT”. 1 sierpnia 1922 wydana została nowa seria znaczków, zaprojektowana przez maltańskich artystów Edwarda Caruanę Dingliego i Gianniego Vella. Na znaczkach pensowych i 1£ przedstawiona jest alegoryczna Melita, zaś na szylingowych – Melita wsparta na Brytanii. W 1926 zdecydowano, że powinny zostać emitowane osobne znaczki skarbowe, i seria ta, aż do wartości 10 szylingów (10/-), została opatrzona nadrukiem „POSTAGE”.
16 kwietnia 1925 wprowadzone zostały do obiegu prowizoryczne znaczki dopłaty pocztowej, które zastąpiły ręcznie nabijane stemple używane od ponad 100 lat. Znaczki nowego projektu, profesjonalnie wykonane, przedstawiające krzyż maltański oraz herby brytyjski i maltański, wypuszczone zostały 21 lipca tego samego roku.
Aby to wszystko skomplikować, w 1926 pojawiają się nowe znaczki definitywne. Tym razem jest to bardzo ładna seria przedstawiająca Jerzego V wraz z wartością znaczka umieszczoną na tarczy – do wartości 6 pensów (6d), oraz serię grawerowanych scen – wyższe wartości aż do 10 szylingów (10/-). Lecz znów, w 1928, seria została wznowiona z nadrukiem „Postage and Revenue”, kiedy zdecydowano, że znaczki opłaty skarbowej jednak nie będą więcej używane. W 1928 sześciopensowy znaczek został nadrukowany napisem „AIR MAIL” i tym samym stał się pierwszym maltańskim znaczkiem poczty lotniczej. I znów, w 1930, wznowiono omawianą serię, tym razem z napisem „Postage and Revenue” w legendzie. Tym samym Malta miała wydanych, w okresie 1920-1930, siedem serii definitywnych.

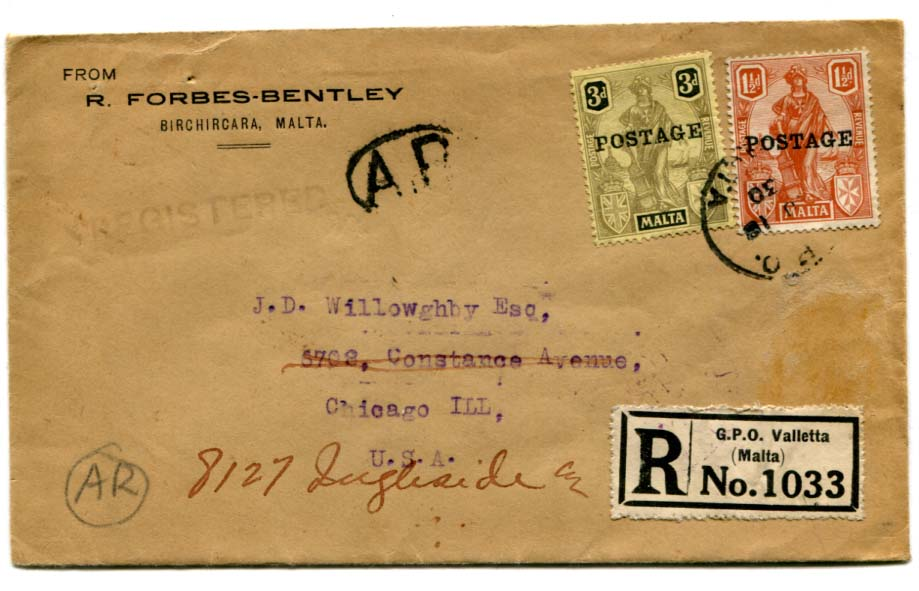
List polecony z 1930, ofrankowany dwoma znaczkami Melita z nadrukiem POSTAGE

W 1931 możliwymi stały się bezpośrednie loty z Malty, co spopularyzowało usługi poczty lotniczej. Zeppeliny przewoziły pocztę z Malty od maja 1933 do lipca 1935. W 1935, z okazji 25-lecia panowania Jerzego V, Malta wydała 4-znaczkową serię Silver Jubilee, która poprzedziła wydaną w 1937 serię 3 znaczków dla uczczenia koronacji króla Jerzego VI. W 1938 została wydana nowa obrazkowa seria definitywna, z portretem Jerzego VI w kartuszu i z lokalną scenerią wokół. W serii tej znalazł się również znaczek o wartości 1 farthing (1/4 pensa), jak w 1901, lecz przedstawiający nowoczesny widok portu oraz królewski monogram GRI zamiast portretu. Seria zawierała wartości do 10 szylingów (10/-), a na niektórych droższych znaczkach ponownie wykorzystano sceny z serii z 1926, lecz większe i jaśniejsze. W czasie II wojny światowej Malta przeżyła ciężkie bombardowania, i wyspa została odznaczona przez króla Krzyżem Jerzego (George Cross), w uhonorowaniu bohaterskiej postawy mieszkańców w czasie niemieckich i włoskich bombardowań. W 1942, Palazzo Parisio został uszkodzony w czasie bombardowania, więc Główny Urząd Pocztowy został przeniesiony do szkoły podstawowej w Hamrun. W 1943 opłaty pocztowe wzrosły i 6 niższych wartości serii z 1938 zostało wydanych w nowych kolorach, aby pokazać zmianę stawki. W 1946 Malta wydała 2-znaczkową serię upamiętniającą zwycięstwo aliantów w wojnie.
Listopad 1948 przywitał wznowioną obrazkową serię z lat 1938–1943 z nadrukiem „SELF-GOVERNMENT 1947”, po tym, jak Malta po raz drugi została obdarowana samorządem (konstytucja z 1921 została zawieszona w 1933). Kolejna reedycja tych znaczków miała miejsce w 1953, kiedy standardowa opłata pocztowa wzrosła do półtora pensa (1½d) a 6 wartości zostało wznowionych w nowych kolorach, wciąż z nadrukiem. Pomiędzy 1949 a 1953 zostało wydanych kilka serii, upamiętniających królewskie Srebrne Wesele, UPU oraz koronację Elżbiety II. W latach 1950–1954 wydano znaczki z okazji różnych rocznic religijnych (katolickich) oraz królewskich wizyt. Szczególnym był pobyt księżniczki Elżbiety na Malcie w 1948, kiedy przeniosła się ona na wyspę by zamieszkać z mężem – Filipem, księciem Edynburga, w bazie Royal Navy. Seria upamiętniająca ten pobyt została wydana w 1950.

Część znaczków z definitywnej serii z 1956

Między styczniem 1956 a 1957 została wypuszczona nowa definitywna seria. Przedstawia ona nową królową Elżbietę II. Seria ta zawiera znaczki o wartości do £1, przedstawiające lokalne budynki, pomniki i widoki, lub ważne dokumenty związane z rolą Malty w czasie II wojny światowej. Od 1957 zostały wydane różne znaczki, zaprojektowane przez Emvina Cremonę, najwspanialsze z nich upamiętniają rocznicę odznaczenia Malty Krzyżem Jerzego. Cremona zaprojektował je w abstrakcyjnym post-kubistycznym stylu, który zdominuje później większość wydań z lat sześćdziesiątych i siedemdziesiątych, włącznie z dwoma seriami definitywnymi. Malta wydała inne serie pamiątkowe we wczesnych latach 60., i ostatnią przed uzyskaniem niepodległości była seria 3-znaczkowa z okazji Europejskiego Kongresu Lekarzy Katolickich. Została wydana 5 września 1964, zaledwie dwa tygodnie przed uzyskaniem niepodległości.
Pierwsza maszyna frankująca została zainstalowana na Malcie w 1961.

### Lata 1960. – 1990.
21 września 1964 wyspa uzyskała niepodległość jako Państwo Malta, członek Brytyjskiej Wspólnoty Narodów i Commonwealth realm. Seria 6 znaczków została wyemitowana z tej okazji. Zaprojektowane zostały one również przez Emvina Cremonę, który był projektantem praktycznie każdej serii aż do 1971. Serie te są bardzo tanie, lecz równie często kolekcjonowane. W 1964 rozpoczęto emitować znaczki bożonarodzeniowe, które w większości przedstawiały sceny z Bożego Narodzenia. Znaczki definitywne z 1965 przedstawiają różne epizody z historii Malty, są one uznawane za jedne z najlepszych, jakie poczta Malty emitowała. Istnieje wiele odmian znaczków w tej serii, od przesuniętych lub brakujących kolorów do znaczków nieperforowanych. Malta przystąpiła do CEPT w 1971, i od tego czasu corocznie wydaje znaczki EUROPA.

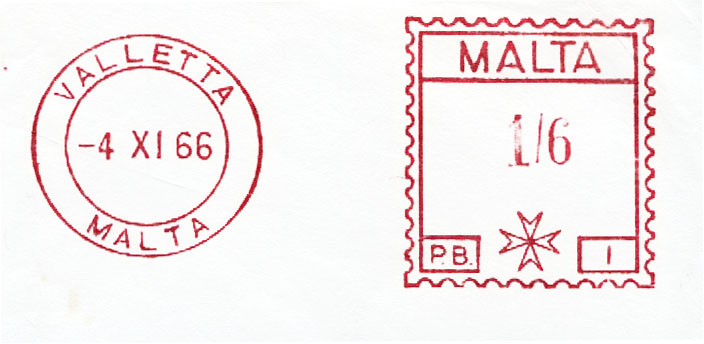
Frankatura mechaniczna, Valletta, 1966

Początkowo głównym językiem na znaczkach był angielski, nawet po odzyskaniu niepodległości. Jednakże począwszy od 1968 maltański staje się językiem dominującym na znaczkach. Stan ten utrzymuje się przez wiele lat. Używanie angielskiego na znaczkach zostaje zastopowane po wygraniu przez Partię Pracy, której przewodził Dom Mintoff, wyborów w 1971. Maltański pierwszy blok (ang. miniature sheet) zostaje wypuszczony 8 listopada 1971. Zawiera on tegoroczną serię znaczków bożonarodzeniowych.
W 1972 Malta porzuciła brytyjski system walutowy i przyjęła funt maltański, który dzielił się na 100 centów, a każdy z nich na 10 milów. Seria ośmiu znaczków przedstawia nowo emitowane monety, po nich ukazały się trzy znaczki z definitywnej serii z 1965, z przestemplowaną nową wartością. Nowa definitywna seria, pokazująca różne lokalne sceny, ukazała się 31 marca 1973. Rok później wydano nową serię znaczków poczty lotniczej, upamiętniającą utworzenie Air Malta. Wszystkie te znaczki projektował Emvin Cremona, który miał zostać uhonorowany tytułem Rycerza Maltańskiego. W październiku 1974 Departament Poczt i Telefonów przeniósł Główny Urząd Pocztowy do Auberge d’Italie, a Główny Dział Pocztowy, oddział listów poleconych oraz Poste Restante zostały przeniesione do byłej kaplicy garnizonowej.
31 grudnia 1974 Malta stała się niepodległą republiką z prezydentem, kończąc tym samym rolę Westminsteru i królowej brytyjskiej jako głowy państwa. W marcu 1979 obecność brytyjskiej Royal Navy na Malcie została zakończona. Malta zadeklarowała się jako wyspa pokoju, z Libią jako głównym sojusznikiem. Ilość znaczków wydanych w tym czasie była niska – około 5 rocznie. W 1978 wydany został blok upamiętniający Mistrzostwa Świata w Piłce Nożnej (1978 FIFA World Cup) i podobne wydania były powtarzane z okazji każdych mistrzostw (z wyjątkiem roku 2002). Pierwsze serie znaczków wydawane „na raty” były między 1977 a 1980, i przedstawiały flamandzkie gobeliny. Końcowa część tej serii została wydana 30 stycznia 1980 i zawierała pierwszy znaczek, który został wydany jedynie w bloku. Nowa seria definitywna wypuszczona została w 1981 i koncentrowała się na maltańskim przemyśle.
Później, we wczesnych latach 1980., po sukcesie serii „flamandzkiej”, różne serie stały się popularne. Nowe serie pokazywały maltańskie statki (1982-1987) oraz maltańskie mundury wojskowe (1987-1991). Druga część tej ostatniej serii jest znamienna, ponieważ zaczęto znów używać języka angielskiego, i jakkolwiek maltański jest wciąż w użyciu, ta zmiana może być wynikiem wyboru nowego rządu nacjonalistycznego (wybory 1987). Nowa seria definitywna pojawia się w 1991, pokazując naturalne i artystyczne dziedzictwo wysp maltańskich.

## Posta Limited (1995-1998)

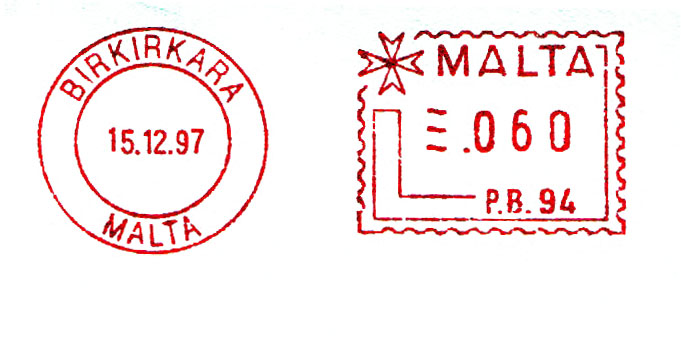
Frankatura mechaniczna, Birkirkara, 1997

Brytyjska pocztowa firma konsultacyjna (The British Postal Consultancy Service) sporządziła w 1994 raport zalecający wolnorynkową działalność Poczty, zamiast nadzoru rządowego. Zatem 1 października 1994 powstała firma Posta Limited, która przejęła Główny Urząd Pocztowy, Oddział Paczkowy oraz wszystkie urzędy i placówki pocztowe. W 1997 Główny Urząd Pocztowy, Centralne Biuro Przesyłek, Oddział Paczek oraz Biuro Filatelistyczne przeniosły się do nowego kompleksu przy Qormi Road w Marsie, gdzie znajduje się do dzisiaj.
Pierwsze znaczki wydane przez nową spółkę ukazały się 5 października 1995 – była to seria przedstawiająca antyczne zegary. W ciągu następnych trzech lat Posta Ltd wydała łącznie 76 znaczków, w tym dwa bloki.

## MaltaPost p.l.c. (1998 –)
MaltaPost p.l.c. została zarejestrowana 16 kwietnia 1998 w Maltańskim Rejestrze Spółek. Obowiązki zostały przejęte od Posta Limited z dniem 1 maja tego roku.
Od 1999 do 2003 wydana została, w czterech „rzutach” po 6 znaczków, seria przedstawiająca kwiaty Malty. Później, w 2003, znaczki z tej serii o nominale 7c i 16c (listy lokalne i zagraniczne) zostały dodrukowane w mniejszym rozmiarze, w samoprzylepnych zeszycikach znaczkowych. Są to jedyne znaczki samoprzylepne wydane kiedykolwiek przez Maltę. Znaczki te (7c, 16c) zostały w 2005 dodrukowane jako znaczki personalizowane, a w 2006 znaczek 1c został dodrukowany ze zmienionym napisem w stopce oraz ze znakiem wodnym (znaczek oryginalny z 1999-2003 nie miał go). W sumie w tej serii wydano 27 gumowanych i 2 samoprzylepne znaczki.
27 lutego 2002 miał zostać wydany zestaw pięciu znaczków, upamiętniających filmy kręcone na Malcie. Znaczek 6c miał upamiętniać film The Malta Story (1953), 12c – Shout at the Devil (1975), 22c – Popeye (1980), 27c – The Count of Monte Cristo (2002) i 50c – Gladiator (2000). Seria, projektu Richarda J. Caruany, wydrukowana w Bundesdruckerei, została wycofana dzień przed emisją. Znaczki były już wydrukowane, foldery rozesłane do urzędów pocztowych, nawet koperty FDC były przygotowane. Wszystko – znaczki, foldery i koperty FDC – zostało zniszczone. Nie jest znany ani jeden zachowany egzemplarz. Nieznany jest również powód, dla którego cała ta partia została zniszczona.

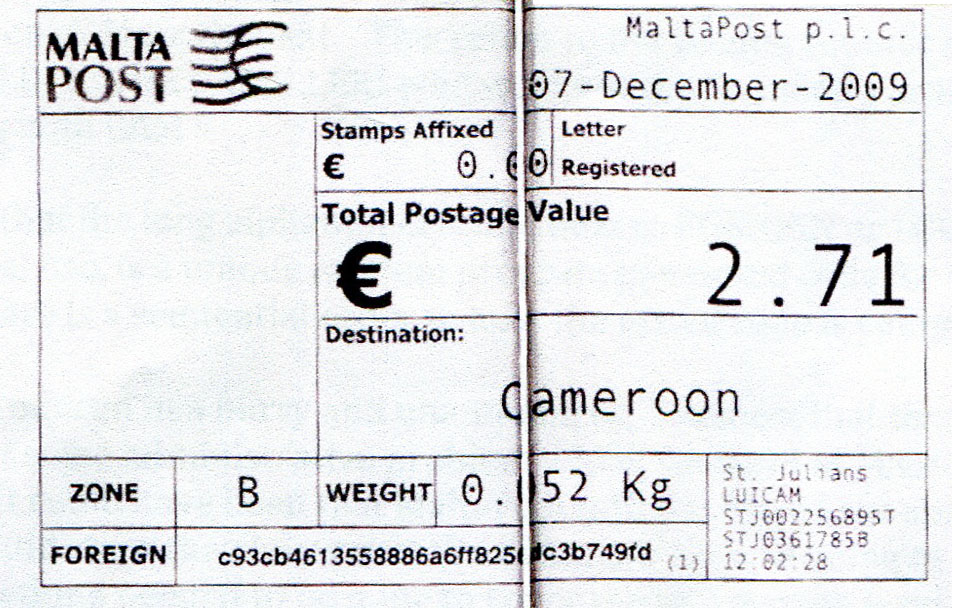
Samoprzylepna nalepka używana do przesyłania paczek

W 2004 Malta przystąpiła do Unii Europejskiej, a w 2008 przyjęła euro jako walutę. Oba te wydarzenia zostały upamiętnione przez znaczki pocztowe. Wydania znaczków od grudnia 2006 do czerwca 2008 były nominowane w obu walutach.
Najwyższą wartością bloku z pojedynczym znaczkiem było Lm2 / €4.66. Był on emitowany w 2007 z okazji 400. rocznicy przybycia Caravaggia na Maltę. 30 lipca 2010 na blok ten został nadrukowany tekst „4TH CENTENARY OF THE DEATH OF CARAVAGGIO 1610-2010” złotymi literami na marginesie, z numerem seryjnym. Uważany jest on za najrzadszy maltański blok, jako że większość została wydana w okolicznościowym folderze (wydano ich tylko 2000). Pozostałe bloki zostały sprzedane na kopertach FDC a ograniczona ich ilość była dostępna jako rarytas w Urzędzie Pocztowym na Castille Square (Valletta), Victoria (Gozo) i w Biurze Filatelistycznym w Marsie. W istocie niewiele jest znanych egzemplarzy z obiegu pocztowego. Dzień później, 1 sierpnia, foldery i bloki zostały wycofane.
29 grudnia 2009 została wydana nowa seria definitywna ukazująca kulturę Malty w różnych okresach historycznych. Wszystkie znaczki zostały zawarte w bloku o sumarycznej wartości €11.42. Był on, jak dotychczas, największym blokiem zawierającym znaczki o różnej wartości, wydanym przez Maltę. 23 maja 2011 blok ten został powtórnie wydany, z nowym logo MaltaPost w dolnym prawym rogu. Dwie nowe wartości zostały dodane do serii w 2012; między 2011 a 2014 niektóre z oryginalnych wartości były dodrukowane z małymi zmianami.

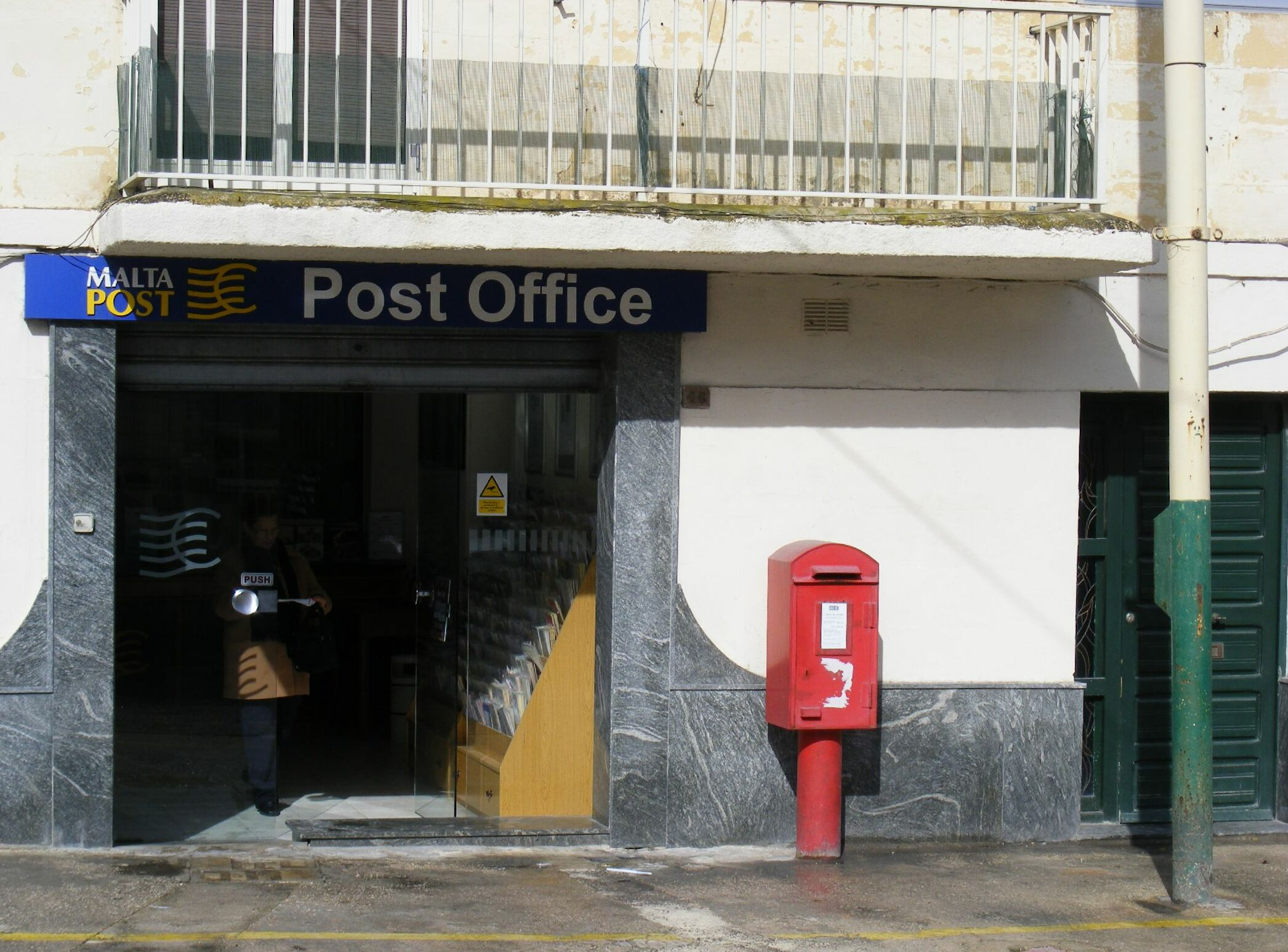
Birżebbuġa Urząd Pocztowy

Ostatnio ilość serii wydawanych rocznie wzrosła. Jednocześnie częściej wykorzystywane są fotografie na znaczkach. Prawie wszystkie znaczki oparte są na lokalnych tematach i dlatego Malta ma reputację konserwatywnej w wydawaniu znaczków. Stawki pocztowe na wyspach są również niskie i język angielski przejął od maltańskiego rolę dominującą na znaczkach. Jedynym zarzutem jest to, że od 2003 było wydanych wiele serii o dużym nominale, kiedy standardowa lokalna opłata pocztowa wynosi €0.26. Znaczki o najwyższym nominale to:
- €5.00 w serii definitywnej z 2009,
- €4.66 w bloku Caravaggio z 2007,
- €4.57 w bloku Red Cross z 2013,
- €4.51 we wspólnym wydaniu Malta-Curaçao z 2013,
- €4.16 w Senate and Legislative Assembly z 2011, oraz blok George Cross z 2012

Mimo że znaczki te głównie wydawane są „pod kolekcjonerów”, wyższe wartości ciągle są używane do opłaty paczek i listów poleconych, gdyż nalepki samoprzylepne są rzadko, w porównaniu z innymi krajami, używane na Malcie.
Ogólnie, Malta wydała około 1880 znaczków i bloków (stan na 2014), a także bierze udział w różnych programach, jak EUROPA (od 1971), WWF (od 1991) i SEPAC (od 2007). Od 2006 znaczki EUROPA wydawane są również w zeszycikach znaczkowych. Malta bierze również udział w różnych wydaniach wspólnych (ang. joint issue) z innymi krajami, począwszy od 2004.

## Papeteria pocztowa (całostka)

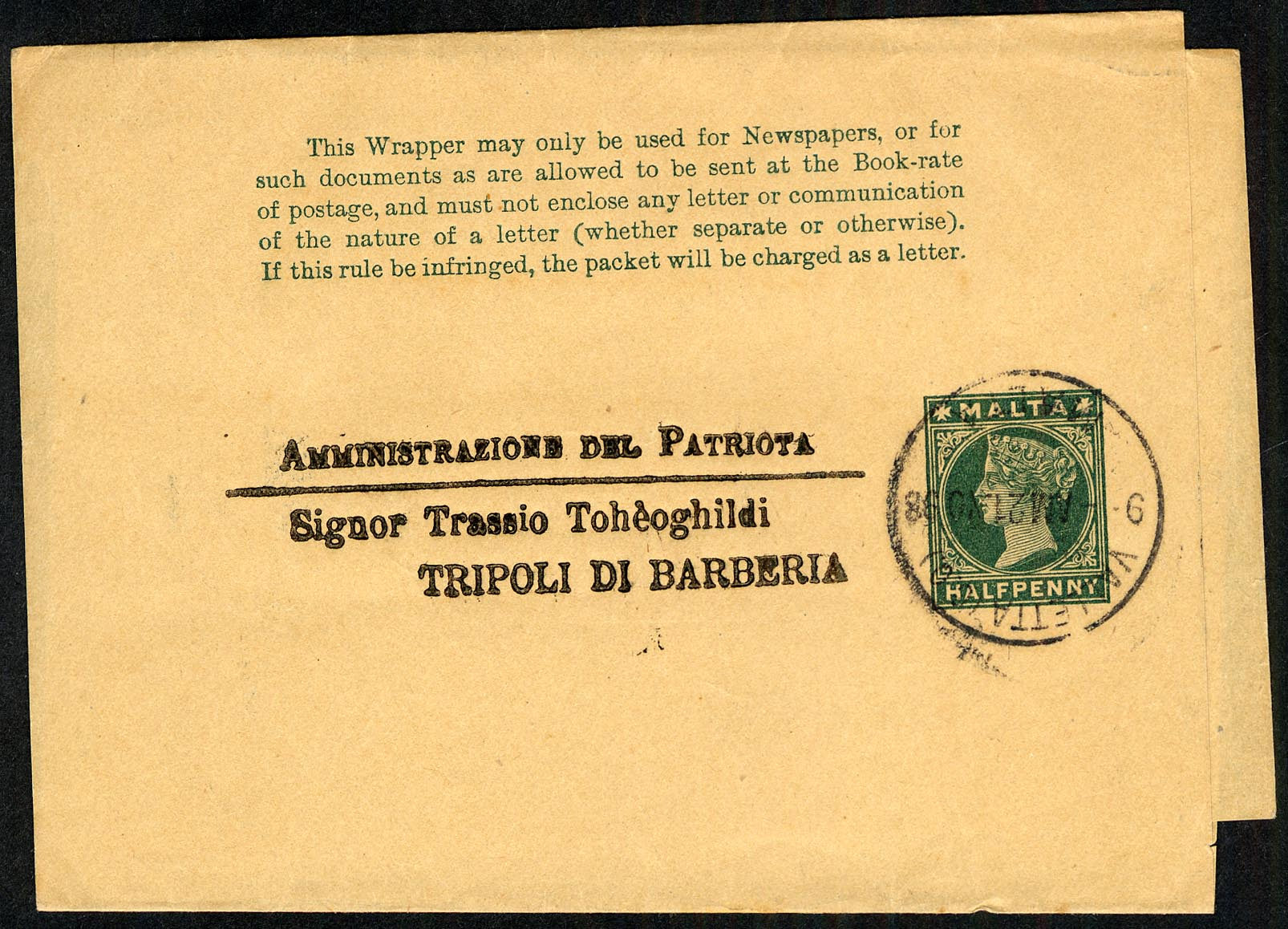
Maltańska ½d Queen Victoria opaska gazetowa, wysłana z Valletty do Tripolisu (Libia), datownik 21 listopada 1898

Zanim Malta zaczęła używać własnych całostek (papeterii pocztowej), w użyciu były brytyjskie. Pierwszymi całostkami wypuszczonymi przez Maltę w 1885 były karty pocztowe, opaski gazetowe oraz koperty na listy polecone. Koperty z nadrukowanym znaczkiem opłaty pocztowej zostały wydane po raz pierwszy w 1900. Jedyną całostką nowego typu, wydaną przez Maltę w 1971, był aerogram. Malta nigdy nie wydała kart listowych.
Zostały wydrukowane jedynie trzy rodzaje opasek gazetowych, wszystkie z opłatą ½d. Pierwsze w 1885 z portretem królowej Wiktorii, następne w 1902 z królem Edwardem VII i ostatnie w 1913 z królem Jerzym V. Zachowały się egzemplarze wszystkich trzech rodzajów z napisem SPECIMEN.
Do 2002 ogólnie zostało wydanych 48 różnych rodzajów kopert na listy polecone. Zachowały się jedynie egzemplarze 8 z nich z nadrukiem SPECIMEN.
16 rodzajów kart pocztowych wypuszczono do 1944, wliczając w to kartki zwrotnej odpowiedzi. Zachowały się egzemplarze z nadrukiem SPECIMEN. Oprócz tego 35 rodzajów kart pocztowych oraz 36 rodzajów kart okolicznościowych zostało wydanych do 2014.
Koperty z nadrukowanym znaczkiem opłaty wyemitowano po raz pierwszy 4 maja 1900. Trzy różne rodzaje kopert były jedynymi, wydanymi dla Malty, aż do 16 września 2002. Od tego czasu MaltaPost wydała koperty z nadrukowanym znaczkiem dla przesyłek lokalnych, jak i zagranicznych. Od 2002 wyemitowano co najmniej 26 różnych rodzajów.
Sześć różnych aerogramów zostało wydanych od 1969 do 1991, lecz jedynie dwa miały nadrukowany znaczek. Oba zostały wydane w  1971.

## Chronologia znaczków Malty
- 1860: Pierwszy znaczek – żółta półpensówka (SG 1)
- 1885: Pierwsza seria definitywna (SG 20-28)
- 1902: Pierwsze znaczki z przedrukowaną wartością (SG 36-37)
- 1903: Pierwszy znaczek dwukolorowy (SG 40)
- 1917: Pierwszy znaczek z nadrukiem (wartość nie zmieniona) (SG 92)
- 1922: Pierwsza seria pamiątkowa – Self-Government (SG 105-121)
- 1922: Pierwszy znaczek zaprojektowany na Malcie (SG 123-140)
- 1925: Pierwsze znaczki dopłaty, pierwsze znaczki drukowane na Malcie (SG D1-D10)
- 1928: Pierwszy znaczek poczty lotniczej (SG 173)
- 1935: Pierwsze wydanie zbiorowe (SG 210-213)
- 1953: Ostatnie znaczki z nadrukiem (wartość nie zmieniona) (SG 236a-241a)
- 1964: Pierwsze znaczki bożonarodzeniowe (SG 327-329)
- 1971: Pierwszy blok (SG MS463)
- 1977: Ostatni znaczek z przedrukowaną wartością (SG 575)
- 1993: Ostatni znaczek dopłaty (SG D50-D53)
- 2004: Ostatni znaczek drukowany zagranicą (SG 1380-1383)
- 2005: Pierwsze wydanie wspólne (joint issue) (SG 1407-1410)
- 2012: Największa wydana seria